# FOSS4G
FOSS4G (Free and Open Source Software for Geospatial) è un evento globale annuale ricorrente che si tiene ogni anno in una città diversa dal 2002. Attira regolarmente oltre 1000 professionisti e sostenitori del software libero e open source per la geospaziale e la tendenza è di aumentare questo numero ogni anno. È il principale luogo di incontro e opportunità di divulgazione educativa per i membri, i sostenitori e i nuovi arrivati di OSGeo - per condividere e imparare gli uni dagli altri tramite le presentazioni e i workshop pratici. FOSS4G è ospitato dalla Open Source Geospatial Foundation dal 2006. I suoi predecessori erano radicati nelle comunità GRASS e MapServer e risalgono all'inizio di questo millennio.

## Logo

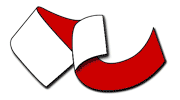
Il nastro FOSS4G.

Il nastro FOSS4G, parte di ogni logo del convegno FOSS4G, simboleggia il flusso di idee, innovazione e condivisione all'interno della comunità geospaziale Open Source. Questo marchio è diventato una parte molto importante della diffusione di FOSS4G ed è conosciuto in tutto il mondo come il simbolo degli eventi FOSS4G. Gli eventi FOSS4G di tutte le dimensioni (piccoli eventi locali o grandi eventi nazionali) sono incoraggiati a utilizzare questo nastro come parte dell'identità del logo. Il merito per il marchio di FOSS4G, oltre allo sviluppo del processo per spostare l'evento in tutto il mondo, per condividere la passione di FOSS4G con tutti, non importa da dove vieni o quanti soldi guadagni o come ti vesti, va a Jeff McKenna. Il logo è il vero simbolo di questa passione, per la condivisione.

## Storia dell'acronimo
Il FOSS4G è stato coniato per la prima volta all'inizio del 2004 come acronimo di Free and Open Source Software for Geoinformatics da un gruppo di ricerca che lavorava su I18N di GRASS e MapServer. La prima pubblicazione che definisce e utilizza l'acronimo FOSS4G è stata pubblicata in Giappone nel marzo 2004 in un documento intitolato Development of training material and internationalization of GRASS GIS and MapServer for advancing FOSS4G solutions pubblicato nel Bulletin of Osaka City University Media Center. Successivamente è stato utilizzato alla conferenza Free/Libre and Open Source Software for Geoinformatics: GIS-GRASS Users Conference tenutasi tra il 12 e il 14 settembre 2004 a Bangkok, Thailandia in una pubblicazione intitolata Implementation of Web Map Server Test-bed and Development of Training Material for Advancing FOSS4G Solutions e successivamente in diverse altre conferenze e incontri internazionali e nazionali.

## Storia dell'evento
La storia dell'evento risale al 2002 a Trento, dove sono state poste le radici per il più grande evento di software geografico gratuito e open source. Non era ancora chiamato FOSS4G. Si è verificato un importante incontro faccia a faccia tra i 3 fondatori originali dell'evento (Venkatesh Raghavan, Markus Neteler e Jeff McKenna), che si sono incontrati a Bangkok in Thailandia nel 2004, e hanno pianificato di creare un evento annuale per l'intera comunità dedicata all'Open Source per il geospaziale, con l'evento denominato "FOSS4G"; l'evento avrebbe continuato a contribuire a cambiare la storia dell'industria geospaziale. Tutti i siti web delle conferenze recenti possono essere trovati cercando l'anno seguito da foss4g.org.

### Elenco delle conferenze e delle presenze
| Evento                                                                | Posizione                        | Numero di partecipanti - |
| --------------------------------------------------------------------- | -------------------------------- | ------------------------ |
| FOSS4G 2023                                                           | Prizren, Kosovo                  |                          |
| FOSS4G 2022                                                           | Firenze, Italy                   | 1044                     |
| FOSS4G 2021                                                           | Buenos Aires, Argentina (online) |                          |
| FOSS4G 2020                                                           | Calgary, Canada                  | annullato                |
| FOSS4G 2019                                                           | Bucarest, Romania                | 1.032                    |
| FOSS4G 2018                                                           | Dar es Salaam, Tanzania          | 1.057                    |
| FOSS4G 2017                                                           | Boston, USA                      | 1.162                    |
| FOSS4G 2016                                                           | Bonn, Germania                   | 889                      |
| FOSS4G 2015                                                           | Seoul, Corea del Sud             | 562                      |
| FOSS4G 2014                                                           | Portland, OR, USA                | 858                      |
| FOSS4G 2013                                                           | Nottingham, Inghilterra          | ~800                     |
| FOSS4G 2012                                                           | Pechino, Cina                    | annullato                |
| FOSS4G 2011                                                           | Denver, USA                      | 914                      |
| FOSS4G 2010                                                           | Barcellona, Spagna               | 869                      |
| FOSS4G 2009                                                           | Sydney, Australia                | 436                      |
| FOSS4G 2008                                                           | Città del Capo, Sudafrica        | 550                      |
| FOSS4G 2007                                                           | Victoria, Canada                 | 721                      |
| FOSS4G 2006                                                           | Losanna, Svizzera                | 560                      |
| Conferenza OSG 2005                                                   | Minneapolis, Minnesota           | 350                      |
| FOSS4G 2004                                                           | Bangkok, Tailandia               | ~150                     |
| OSGIS 2004                                                            | Ottawa, Canada                   | 210                      |
| Incontro degli utenti di MapServer 2003                               | St Paul, MN, Stati Uniti         | 125                      |
| Open Source Free Software GIS - Conferenza degli utenti di GRASS 2002 | Trento, Italia                   | 140                      |

## Storia del nome di dominio foss4g.org
Il dominio foss4g.org (e grass-japan.org) è stato registrato per mettere a disposizione del pubblico i risultati del progetto sull'internazionalizzazione di GRASS5.0 e MapServer. Il progetto è stato finanziato dall'IPA (Agenzia per la promozione delle tecnologie dell'informazione, Giappone). Il progetto è stato realizzato in collaborazione tra Orkney Inc. e l'Università della città di Osaka (OCU). Oltre all'internazionalizzazione del software (i18n), OCU era anche responsabile del test, della preparazione dei dati di test, delle applicazioni di esempio e dell'implementazione e gestione del sito del portale principale.
I domini sono stati registrati con Venkatesh Raghavan (alias Venka) e Shinji Masumoto della Osaka City University, Giappone nel 2003 e il sito del portale del progetto è andato online nel marzo 2004. Venkatesh Raghavan (aka Venka) e Shinji Masumoto hanno accettato di donare il nome di dominio foss4g.org a OSGeo il 3 ottobre 2007 con l'intesa che non ci saranno restrizioni all'uso gratuito dell'acronimo FOSS4G per lo scopo legittimo di promuovere Free and Open Source Software per la geoinformatica. Dopo il trasferimento del nome di dominio foss4g.org a OSGeo, è stato utilizzato come nome di dominio per gli eventi FOSS4G dal FOSS4G2008 tenutosi a Cape Town, in Sud Africa.

## Utilizzo del nome FOSS4G
FOSS4G non è registrato come marchio ma ha una lunga tradizione di utilizzo nel contesto del software gratuito e open source per geospaziale. Il dominio è stato originariamente registrato da Venkatesh Raghavan che in seguito lo ha gentilmente donato a OSGeo - a condizione che l'utilizzo del nome rimanga aperto a chiunque faccia qualcosa di ragionevolmente correlato a Free and Open Source Geospatial. Se non sei sicuro, chiedi semplicemente alla mailing list principale.